# Buckminsterful·lerè
El buckminsterful·lerè, o (C60-Ih)[5,6]ful·lerè, és un al·lòtrop del carboni, de fórmula C60, en què les molècules són poliedres d'esferoides de 60 àtoms de carboni i cada àtom està unit a uns altres tres àtoms de carboni. Pertany al grup d'al·lòtrops del carboni anomenats ful·lerens.

## Història

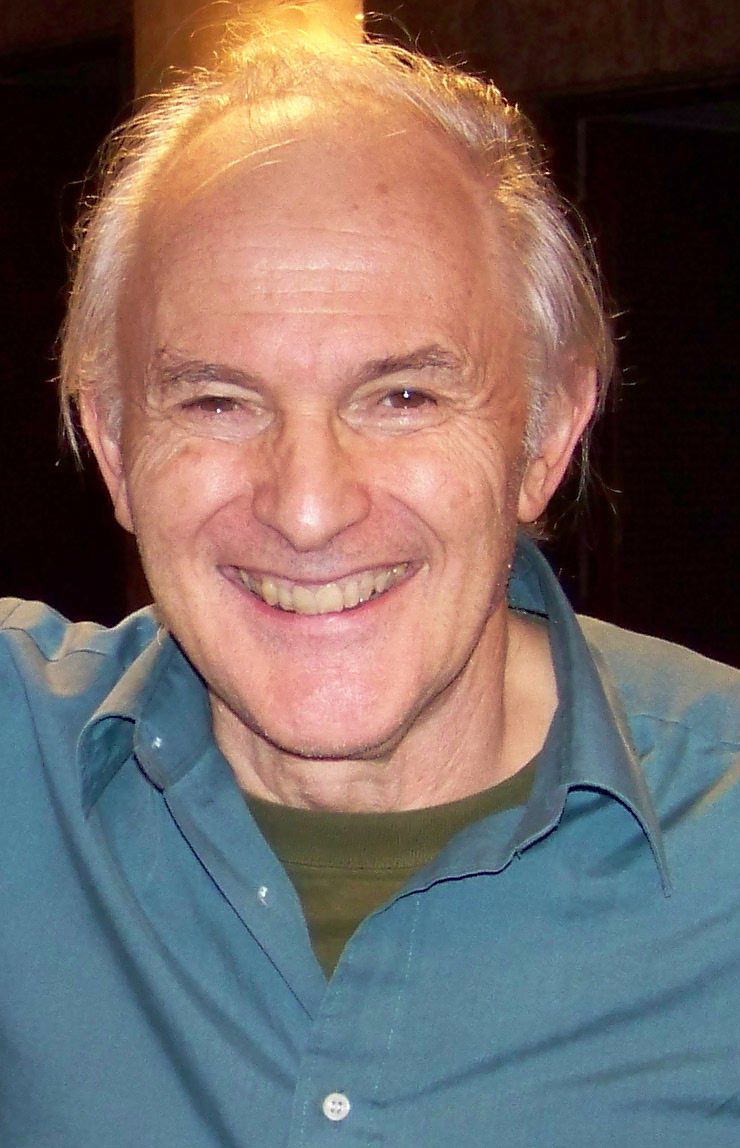
Harold Kroto (1939–2016)

Fins al 1985 es coneixien dos al·lòtrops de carboni: el diamant i el grafit. En el diamant, els àtoms de carboni estan disposats tetraèdricament i en el grafit formen capes bidimensionals d'hexàgons entrellaçats.
El 1985 s'anuncià a la revista Nature el descobriment d'un tercer al·lòtrop de carboni format per molècules de fórmula C60 en forma d'icosàedre truncat. Els seus descobridors, el químic anglès Harold Kroto (1939–2016) de la Universitat de Sussex, i els estatunidencs Robert Curl (1933) i Richard Smalley (1943–2005), de la Universitat de Rice a Houston, EUA, foren guardonats amb el Premi Nobel de Química de 1996.
Kroto tenia interès en les molècules trobades a l'espai interestel·lar que es poden identificar a partir dels seus espectres de microones, comparant els senyals obtinguts de l'espai exterior amb els mesurats per a compostos coneguts al laboratori. Estava especialment interessat en els poliins (molècules amb diversos enllaços triples carboni-carboni) que són difícils de sintetitzar. El 1984, Kroto inicià una col·laboració amb Smalley i Curl a Houston que tenien un instrument constituït per un làser que podia expulsar cúmuls d'àtoms d'objectius sòlids i després conduir-los a un espectròmetre de masses on podien mesurar les seves masses moleculars. Kroto esperava que si s'utilitzava un objectiu de grafit, petites seccions de capes de grafit podrien reordenar-se en poliins, els espectres dels quals es podrien mesurar.

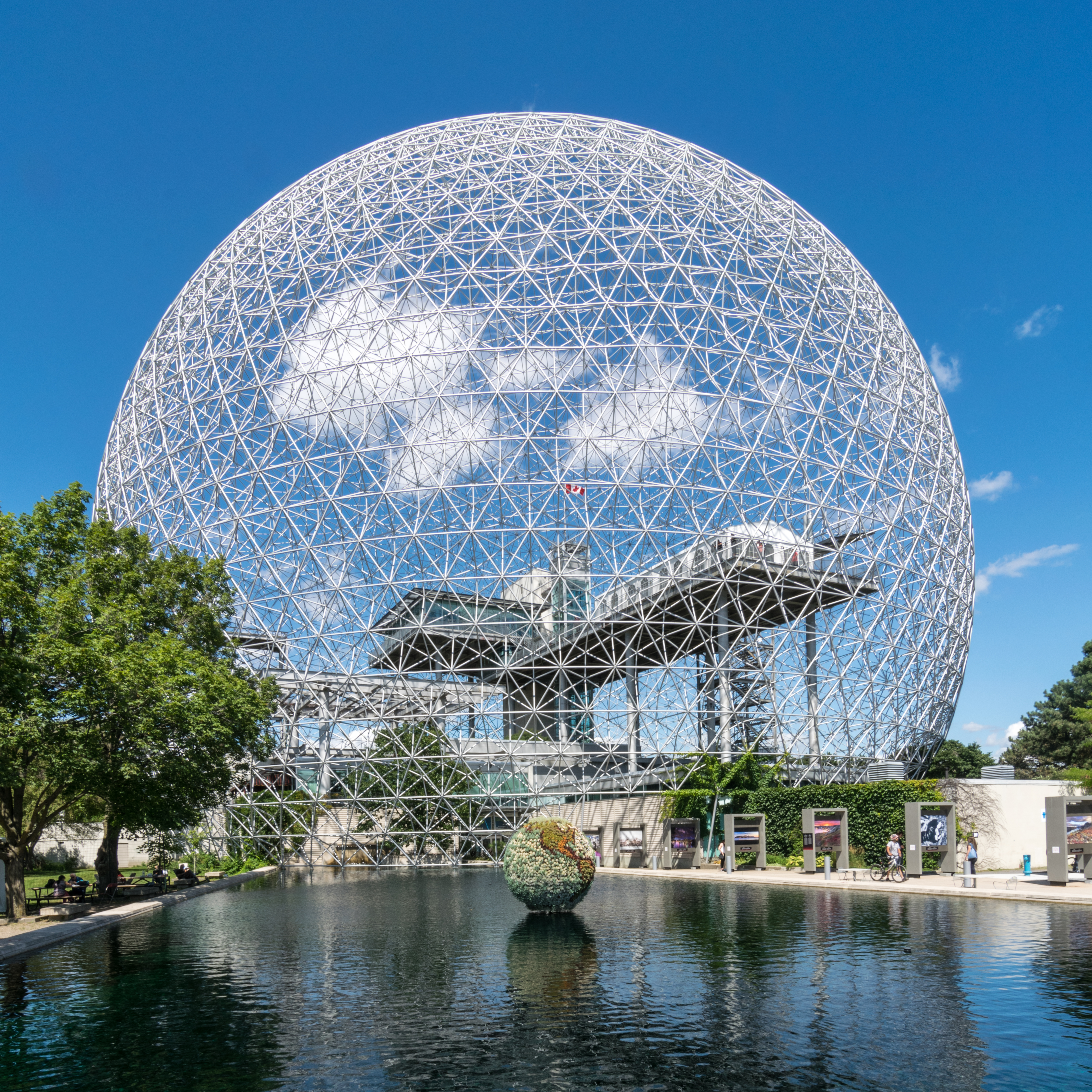
Museu Biosfera de Mont-real, cúpula de Richard Buckminster Fuller.

En els experiments realitzats es van obtenir grups d'àtoms de carboni i es van trobar pics inesperadament grans amb masses corresponents a C60 i C70. S'esperava que les làmines de grafit, en què els àtoms de carboni estan disposats en hexàgons, fossin molt inestables perquè tindrien una gran quantitat «enllaços penjants» amb electrons no aparellats a les vores. Inspirat en estructures de cúpula geodèsica formades per hexàgons dissenyats per l'arquitecte estatunidenc Richard Buckminster Fuller (1895–1993), l'equip començà a considerar la possibilitat que una làmina d'hexàgons de grafit pogués enrotllar-se en una forma esfèrica perquè tots els «enllaços penjants» poguessin connectar-se. Tanmateix, el treball amb models moleculars demostrà que això era impossible si tots els àtoms estaven units en hexàgons. Kroto recordà una esfera celeste feta de formes de cartó que havia construït per als seus fills i creia que contenia pentàgons. Amb els models demostraren que es podia fer una forma esfèrica amb 20 hexàgons i 12 pentàgons. Un recompte ràpid d'enllaços demostrà que aquesta estructura era químicament raonable, ja que cada àtom de carboni estava formant quatre enllaços covalents: un doble i dos senzills que, segons el president del Departament de Matemàtiques de la Universitat de Rice era una pilota de futbol.

## Estructura
A diferència dels nanotubs de carboni unidimensionals (1D), els grafens bidimensionals (2D) i els diamants tridimensionals (3D), els ful·lerens tenen una estructura única de gàbia gràfica de dimensió zero (0D). El carboni té la configuració electrònica 1s22s22p2. Els seus quatre orbitals atòmics de valència (2s, 2px, 2py, 2pz) ocupats per quatre electrons participen en l'enllaç químic covalent. La hibridació del carboni en el grafit és sp2 i en el diamant sp3. En comparació, la hibridació de tots els àtoms de carboni de la superfície del buckminsterful·lerè és entre sp2 i sp3, o aproximadament sp2, encara que la superfície clarament no és tan plana com la del grafit. Cada àtom de carboni forma tres enllaços carboni-carboni σ amb els seus tres veïns, i els tres enllaços no són coplanars. L'orbital restant (normalment un orbital híbrid de 2s i 2p) i un electró contribueixen a la formació d'enllaços π. Tenen lòbuls orbitals grans i petits cap a la superfície exterior i la cavitat interna, respectivament.
Pel fet que el buckminsterful·lerè està completament conjugat els científics especularen que els seus enllaços π estarien totalment deslocalitzats, convertint-lo en un «superarè». Aquesta suposició sembla plausible, ja que l'energia de deslocalització de C60 per carboni supera la del benzè i té fins a 12 500 estructures ressonants. A més, el seu espectre de RMN de 13C es troba entre 142,5 i 143,2, que és similar al dels hidrocarburs aromàtics que pateixen una tensió significativa en l'anell.
Tanmateix, un dels requisits de la regla de Hückel estableix que una molècula ha de ser plana per ser aromàtica i el buckminsterful·lerè no ho és. L'angle entre pentàgons i hexàgons fa que els enllaços π es deslocalitzin parcialment. En conseqüència, hi ha dues classes d'enllaços: enllaços «simples» on es troben hexàgons i pentàgons, i enllaços «dobles» entre dos hexàgons. A causa de la deslocalització parcial, les ordres d'enllaç reals són 1,476 i 1,601, i les longituds dels enllaços són 145,8 pm i 140,1 pm respectivament. El buckminsterful·lerè és una espècie esfèrica π antiaromàtica i molt tensa. Això explica la seva calor de formació molt gran i positiva (610 ± 30 kcal mol−1).

## Propietats

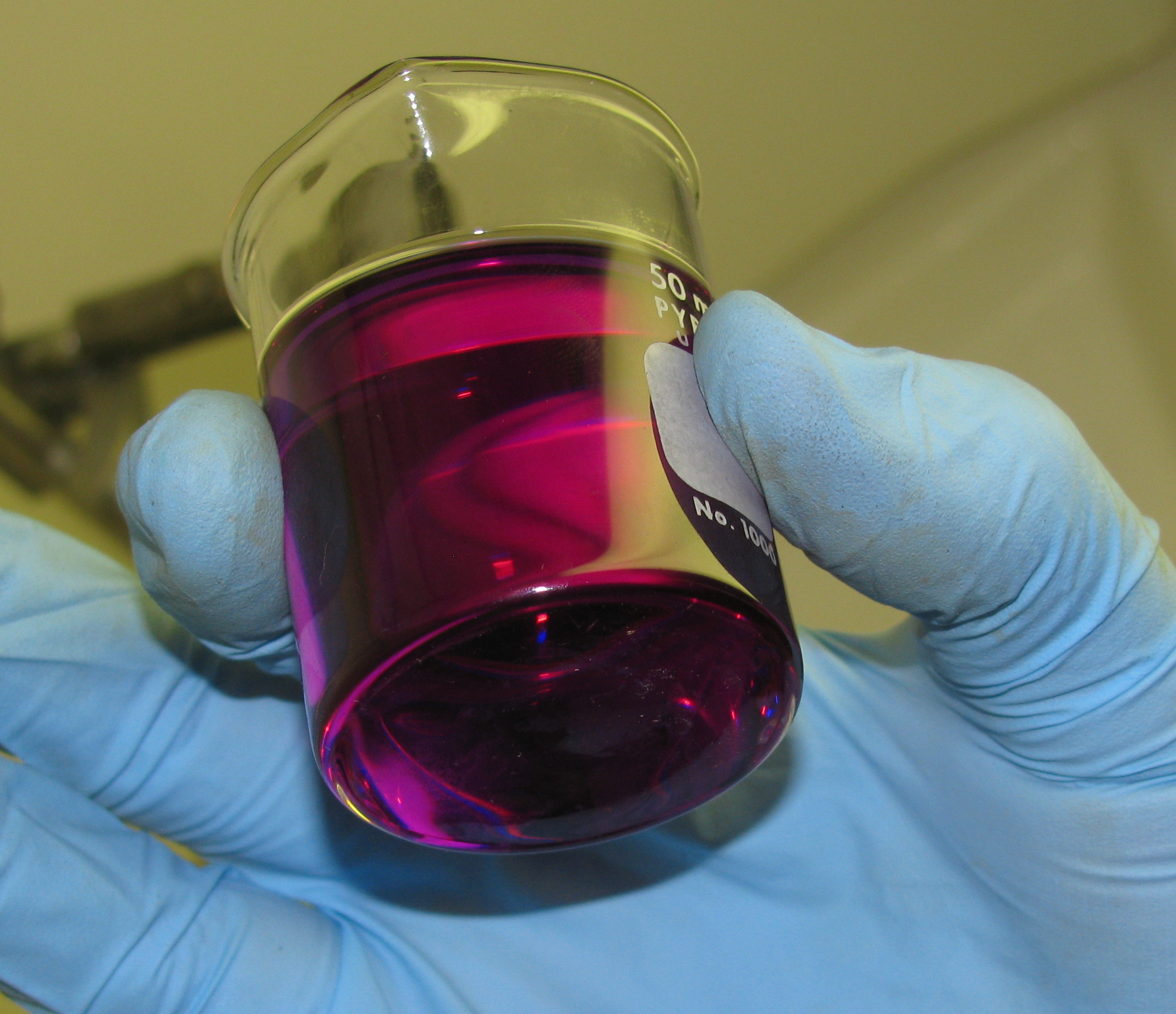
Dissolució d'un ful·lerè en benzè.

### Propietats físiques
El buckminsterful·lerè es presenta en forma de pols negre amb una densitat d'1,72 g/cm³. En estat sòlid, les molècules de C60 cristal·litzen en una estructura cristal·lina cúbica centrada en la cara amb una constant de cristall d'1,417 nm. En baixar la temperatura, a 260 K s'observa una transició de fase de primer ordre des de l'estructura cristal·lina cúbica centrada en la cara a una estructura cúbica simple, acompanyada d'una contracció del cristall. És insoluble en dissolvents polars, en alcans és poc soluble (0,005 g/l en pentà, 0,036 g/l en ciclohexà) i molt soluble en hidrocarburs aromàtics (1,7 g/l en benzè, 2,8 g/l en toluè, 33 g/l en 1-metilnaftalè) i disulfur de carboni (7,9 g/l). Les dissolucions en hidrocarburs tenen color magenta.

### Propietats químiques

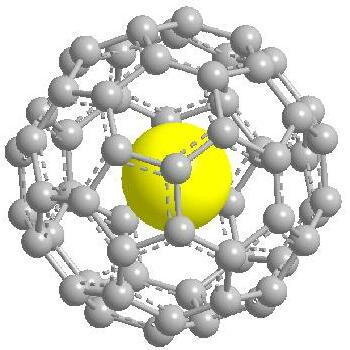
Sistema hoste-convidat. L'hoste és el buckminsterful·lerè i el convidat, en groc, és un àtom o ió.

El buckminsterful·lerè és capaç d'incloure ions o àtoms al seu interior en un sistema hoste-convidat.
El buckminsterful·lerè es comporta com un alquè i sofreix fàcilment reaccions d'addició. Tanmateix, solen produir-se múltiples addicions i les reaccions no són regioselectives. Això crea una barreja complexa de productes i isòmers que és difícil d'analitzar. Una àmplia varietat de nucleòfils, inclosos molècules dipolars com anions, es poden afegir als C60. Aquesta reacció comença per transferència d'electrons a un carboni de la molècula C60. Es forma un enllaç covalent entre el nucleòfil i el carboni. Això omple la valència del carboni i fa que el seu doble enllaç es trenqui. Alguns exemples són:
{\displaystyle {\ce {C60 + RNH2 -> C60(NH2R)_{x}}}}Si R = propil és x ≤ 12; R = tert-butil és x = 10; R = C₁₂H25 és x > 1.
{\displaystyle {\ce {C60 + PhMgBr ->[THF] ->[CH3I] C60Ph10(CH3)10}}}
El C60 és electronegatiu i un agent oxidant suau. És un excel·lent electròfil, de manera que pot addicionar-se a hidrocarburs aromàtics (reacció de Friedel-Crafts). També és un bon dienòfil i pot patir una cicloaddició Diels-Alder.
El C60 actua com una esponja als radicals químics. Aquests radicals es poden generar de diverses maneres, incloses les reaccions d'iniciades per la llum i la calor.
Els grups funcionals que contenen àtoms metàl·lics es poden unir al C60. Aquests grups redueixen l'afinitat electrònica del C60 i dificulten l'addició de cada àtom de metall successiu.
El buckminsterful·lerè experimenta fàcilment halogenació oxidativa amb els halògens F, Cl i Br, de manera que la majoria del producte està polihalogenat. El C60 fluorat s'assembla al tefló.

## Aplicacions
Les aplicacions més importants del buckminsterful·lerè són en l'àmbit biomèdic. Sobretot, pel seu ús com a antivíric potencial i la seva capacitat per suprimir el virus del VIH, el virus d'immunodeficiència humana causant de la sida; el virus de l'hepatitis C; així com del virus de l'estomatitis vesicular. L'alliberament de fàrmacs i gens també és un sector mèdic en el qual s'han investigat molt els buckminsterful·lè.
A causa de la seva capacitat per disminuir la transmitància de la llum, el buckminsterful·lerè es pot emprar com a limitador òptics. Això vol dir que són especialment útils per desenvolupar ulleres protectores i sensors òptics. La investigació sobre materials ha conclòs que el buckminsterful·lerè i altres ful·lerenes seran el futur del desenvolupament de metalls lleugers alhora que aconsegueixen una major resistència a la tracció. Segons els investigadors, això es deu a la mida extremadament reduïda de la molècula de carboni i a la reactivitat comparablement alta a causa de la hibridació sp2, que permet una matriu metàl·lica que reforça la dispersió de fullerens i metalls. En un estudi recent, els desenvolupadors de materials van poder augmentar la duresa de l'aliatge lleuger Ti-24.4AI-17N aproximadament un 30 % afegint ful·lerens. A més, Argonne National Laboratories i MER Corporation han pogut demostrar la conversió de molècules de ful·lerè en molècules de diamant amb una simple reordenació dels àtoms. Això demostra la similitud de l'estructura dels ful·lerenes i els diamants, obre el camí per a un substitut alternatiu de les pel·lícules de diamants necessàries en dispositius electrònics. L'any 2006, una empresa israeliana provà un dels materials més resistents als cops que s'utilitzen actualment; el material és aproximadament cinc vegades més resistent que l'acer convencional i almenys el doble que el material resistent als impactes que s'utilitza en aquell moment. Els materials contenien ful·lerè i van ser sotmesos a projectils d'acer que viatjaven a 1,5 km/s i van poder suportar pressions de xoc d'aproximadament 250 tones per centímetre quadrat. El material a base de ful·lerè es pot utilitzar com a equip de protecció per als soldats, ja que és resistent als cops i és lleuger.